# Плай (Гирда-де-Сус, Алба)
Плай (рум. Plai) — село у повіті Алба в Румунії. Входить до складу комуни Гирда-де-Сус.
Село розташоване на відстані 338 км на північний захід від Бухареста, 70 км на північний захід від Алба-Юлії, 70 км на південний захід від Клуж-Напоки, 144 км на північний схід від Тімішоари.

## Населення
За даними перепису населення 2002 року у селі проживала 131 особа, усі — румуни. Усі жителі села рідною мовою назвали румунську.